# جوليان تان
جوليان تان هو سياسي ماليزي، ولد في 1978 في كوتشينغ في ماليزيا. حزبياً، نشط في حزب العمل الديمقراطي (ماليزيا). وقد انتخب عضو ديوان الرعية ‏.